# Нюслайн-Фольхард, Христиана
Христиана Нюслайн-Фольхард (нем. Christiane Nüsslein-Volhard; род. 20 октября 1942 года, Магдебург, Германия) — немецкий биолог, лауреат Нобелевской премии по физиологии и медицине 1995 года (вместе с Э. Вишаусом и Э. Льюисом) за открытия генетического контроля эмбрионального развития. Доктор философии (1973), профессор и (с 1985) директор Института биологии развития в составе Общества Макса Планка.
Член Германской академии естествоиспытателей «Леопольдина» (1991), иностранный член Национальной академии наук США (1990), Лондонского королевского общества (1990), Американского философского общества (1995), Французской академии наук (2009). Лауреат премий имени Лейбница (1986) и Альберта Ласкера за фундаментальные медицинские исследования (1991).
Также получила известность как первооткрыватель гена toll, приведшего к открытию toll-подобных рецепторов.

## Биография
Уже в раннем возрасте определилась со своим жизненным призванием стать биологом; и хотя окончила школу с посредственными оценками, уже там учителя отмечали её одарённость. Затем направилась в Тюбинген изучать биохимию. Там же она получила степень доктора философии, исследуя ДНК; перед чем получила высшее образование как молекулярный биолог. С 1975 года работала в лаборатории в Базеле, где повстречала Э. Вишауса. В 1978 году они получили должности в Европейской лаборатории молекулярной биологии в Гейдельберге, где совместно работали. В 1980 году они опубликовали свою основополагающую статью в «Nature». В 1981 году Нюслайн-Фольхард перешла на работу в лабораторию в Тюбингене, где продолжила свою работу над дрозофилами; там же возглавляет университетскую кафедру генетики. С 1985 года директор Института биологии развития в составе Общества Макса Планка. В её лаборатории получила докторскую степень Рут Леманн (в 1985).
В 2004 году основала фонд своего имени (Christiane Nüsslein-Volhard Stiftung) для финансовой поддержки молодых немецких женщин-ученых по оказанию им помощи в уходе за детьми и работе по дому.
В 2016 году подписала письмо с призывом к Greenpeace, Организации Объединённых Наций и правительствам всего мира прекратить борьбу с генетически модифицированными организмами (ГМО).
Племянник — лауреат нобелевской премии Беньямин Лист.

## Награды, отличия, признание
- Премия имени Лейбница (1986)
- Премия Розенстила (1989)
- Силлимановская лекция (1989)
- Премия Каруса[нем.] (1989)
- Премия Альберта Ласкера за фундаментальные медицинские исследования (1991)
- Keith R. Porter Lecture[англ.] (1991)
- Премия Луизы Гросс Хорвиц (1992)
- Медаль Отто Варбурга[англ.] (1992)
- Премия Альфреда Слоуна[англ.] (1992)
- Louis-Jeantet Prize for Medicine[англ.] (1992)
- Sir Hans Krebs Medal[англ.] (1993)
- Ernst Schering Prize[англ.] (1993)
- Нобелевская премия по физиологии и медицине (1995)
- Order of Merit of Baden-Württemberg[англ.] (1996)
- Goetheplakette der Stadt Frankfurt am Main[нем.] (1996)
- Pour le Mérite (1997)
- Большой Крест со звездой и плечевой лентой ордена За заслуги перед ФРГ (2005)
- Deutscher Stifterpreis[нем.] (2007)
- Erna Hamburger Prize[англ.] (2007)
- Австрийский почётный знак «За науку и искусство» (2009)
- Почётный доктор Doctor of Science Сент-Эндрюсского университета (2011)[10]
- Орден Максимилиана «За достижения в науке и искусстве» (2014)
- Schiller Prize of the City of Marbach[англ.] (2019)

В её честь назван астероид.